# 2020년 하계 올림픽 스케이트보드
제32회 하계 올림픽 스케이트보드 경기는 일본 도쿄도 아리아케 어반 스포츠 파크에서 2021년 7월 25일부터 8월 5일까지 열린다. 이번 대회는 스케이트보딩이 올림픽 정식종목으로 나서는 첫 대회이기도 하다. 야구, 소프트볼, 공수도, 스포츠클라이밍, 서핑 등과 함께 올림픽 종목으로 신설되었다. 스케이트보드은 다음 대회인 2024년 파리 올림픽에서도 정식 종목으로 치러질 전망이다.

## 예선
이번 대회에서는 총 80명의 선수가 출전하게 된다. 각 남녀 세부종목당 20명이 출전하는 셈인데, 출전권이 경우 세계 선수권대회에서 3명을, 세계랭킹으로 16명을 선발하며, 남은 1명은 개최국 일본에게 돌아간다.
각국 선수단에서 경기에 내보낼 수 있는 최대치는 남자선수 6명, 여자선수 6명까지이며, 이때 한 종목에 3명 이상의 선수가 출전할 수는 없게 되어 있다. 모든 예선경기는 스포츠 연맹인 월드 스케이트가 주관한다.

## 경기 방식
이번 대회에서는 총 네 개의 세부종목으로 치러진다.
- 남자
  - 파크 (Park)
  - 스트리트 (Street)
- 여자
  - 파크 (Park)
  - 스트리트 (Street)

경기장의 경우 원래는 아오미 어반 스포츠 파크에서 경기를 치르기로 계획되어 있었다. 하지만 이후 계획이 변경되어 아리아케 어반 스포츠 파크에서 치르기로 결정됐다.

## 일정
모든 시간은 일본 표준시 (UTC+9)를 따르며, 한국 시각과 동일하다.
| 대회   | 날짜                 | 시작 | 종료  | 종목          | 경기      |
| ------ | -------------------- | ---- | ----- | ------------- | --------- |
| 2일차  | 2021년 7월 25일 (일) | 9:00 | 13:55 | 남자 스트리트 | 예선/결승 |
| 3일차  | 2021년 7월 26일 (월) | 9:00 | 13:55 | 남자 스트리트 | 예선/결승 |
| 12일차 | 2021년 8월 4일 (수)  | 9:00 | 13:40 | 여자 파크     | 예선/결승 |
| 13일차 | 2021년 8월 5일 (목)  | 9:00 | 13:40 | 여자 파크     | 예선/결승 |

## 메달리스트

### 메달리스트

#### 남자
| 종목     | 금                         | 은                       | 동               |
| -------- | -------------------------- | ------------------------ | ---------------- |
| 스트리트 | 호리고메 유토 · 일본       | 케우빙 호플레르 · 브라질 | 재거 이턴 · 미국 |
| 파크     | 키건 파머 · 오스트레일리아 | 페드루 바후스 · 브라질   | 코리 주노 · 미국 |

#### 여자
| 종목     | 금                     | 은                     | 동                   |
| -------- | ---------------------- | ---------------------- | -------------------- |
| 스트리트 | 니시야 모미지 · 일본   | 하이사 레아우 · 브라질 | 나카야마 후나 · 일본 |
| 파크     | 요소즈미 사쿠라 · 일본 | 히라키 고코나 · 일본   | 스카이 브라운 · 영국 |

## 같이 보기
- 2018년 아시안 게임 스케이트보드
- 올림픽 스케이트보드